# Monts Géraniens
Les monts Géraniens (grec moderne : Γεράνεια Όρη), ou Geraneia, sont une chaîne de montagnes de Grèce située dans la partie nord de l'isthme de Corinthe.

## Géographie
Ils s'étendent sur une trentaine de kilomètres d'est en ouest, et sur une dizaine de kilomètres du nord au sud. Leur point culminant est le Makryplagi (1 351 m). Administrativement, ils appartiennent à la Corinthie et à l'Attique de l'Ouest.
La plus grande partie des monts Géraniens est couverte de forêts, mais il existe des zones de prairies au nord-ouest et la partie centrale est presque dépourvue de végétation. Il existe quelques terres agricoles dans le sud.

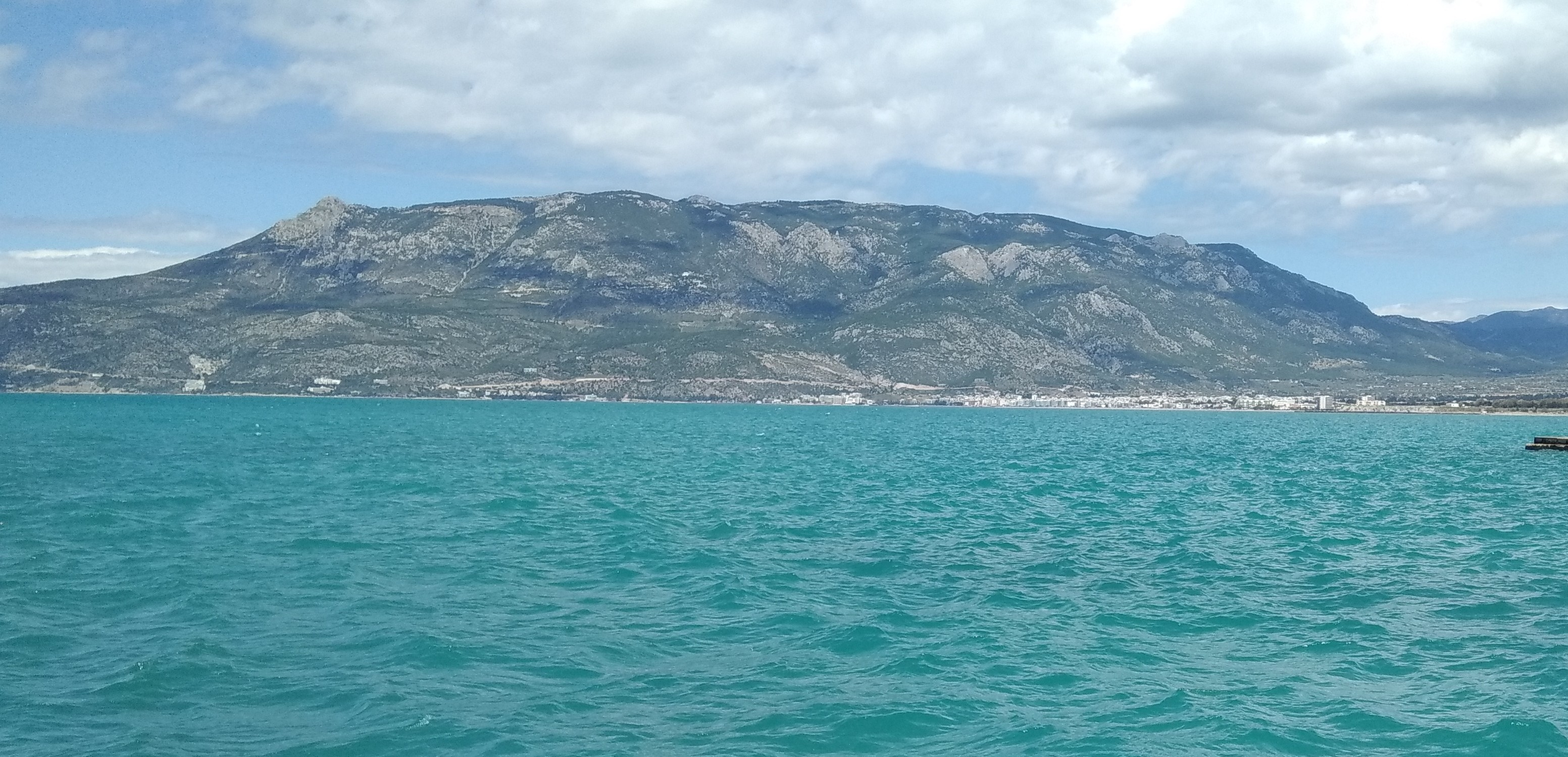
Vue du versant sud des monts Géraniens depuis Corinthe.

## Écologie
Les monts Géraniens constituent une zone protégée Natura 2000. On y dénombre 950 espèces de mammifères et d'oiseaux.

## Incendies
La partie sud-est des monts Géraniens, au-dessus du village de Kineta, a été dévastée par l'incendie du 24 juillet 2018.